# Juncus amplifolius
Juncus amplifolius là một loài thực vật có hoa trong họ Juncaceae. Loài này được A.Camus mô tả khoa học đầu tiên năm 1910.